# 皮膚と心
『皮膚と心』（ひふとこころ）は、太宰治の短編小説。

## 概要
| 初出     | 『文學界』1939年11月号                  |
| 単行本   | 『皮膚と心』（竹村書房、1940年4月20日） |
| 執筆時期 | 1939年9月末日完成（推定）               |
| 原稿用紙 | 40枚                                    |

作品集『皮膚と心』に収録されたのち、『女性』（博文館、1942年6月30日）と『玩具』（あづみ書房、1946年8月10日）に再録された。

## あらすじ
主人公は28歳の女性である。自分の顔にあまり自信のない主人公にある日、吹き出物ができる。最初はあまり気にしていなかったが、風呂場で体をこすると吹き出物が体中に広がり、着物の下に隠せないほどのものになってしまい、ついに自分の夫に相談する。吹き出物の原因はわからず、病院へ行くことになるが、その病院の待合室で自分の不安について深く考え込んでしまう。元々顔に自信がなく、結婚するのも遅く、やっと舞い込んだ縁談の相手である夫についても乗り気ではなかったという背景を持った主人公であったが、いざ自分が病院に行くほどの病にかかったとなると、急に女としての寂しさや不安を憶えるようになり、葛藤する。
結末は中毒（アレルギー）の一種であると診断され、快方にむかうのであるが、葛藤の最中に女性としての素晴らしく生々しい一面が描かれているという作品。

## 登場人物
私
本作の主人公。28歳女性。
元々はそれほど裕福でない家に産まれ、母ひとり、7つ違いの妹ひとりの3人ぐらしの長女として育った。
24、25歳の時に縁談は3つほどあったが、それ以来は縁がなく、25歳になってこれ以上の縁談はないだろうと思い、家族を助けることを生き甲斐として生きることを決心する。
その後自活の道を立てるべく、家事をしながら洋裁の仕事も引き受けていた。外での仕事が軌道に乗り始めてきた際に現在の夫との縁談が舞い込んできた。
少し前に夫と一緒になった。
あの人
主人公の夫。35歳男性。図案工の仕事をしている。
親も兄弟もなく、「私」の亡父の恩人に拾われ面倒を見てもらっていた。
少し腕のよい図案工であるが、金銭面は月収200円以上も入る月もあれば、ほとんど入らない月もあるという少々不安定である。
「私」との結婚が初婚ではなく、別の女性と6年ほど暮らしていたが訳あって別れてしまった。
その際に結婚することを諦めたが、「私」の亡父の恩人になだめられ「私」との見合いをすることにし、結婚を決めた。

## 備考
- 朗読カセット『太宰治作品集 全10巻―文芸カセット 日本近代文学シリーズ』（岩波書店、1988年6月6日）に本作品が収録されている。朗読は松本典子[2]。